# Stuart Abbott
Stuart Richard Abbott (Città del Capo, 3 giugno 1978) è un ex rugbista a 15 sudafricano internazionale per l'Inghilterra, con cui ha vinto la Coppa del Mondo 2003.
Ritiratosi a 29 anni nel 2007 a causa di un infortunio a una spalla, era considerato troppo leggero nel ruolo di tre quarti centro, pesando solo 89 kg; ciononostante era accreditato di grandi doti di placcaggio e di visione di gioco.

## Biografia
Nato a Città del Capo da padre sudafricano e madre inglese, ebbe le sue prime esperienze internazionali con il Sudafrica Under-23, prima di trasferirsi in Inghilterra al Leicester nel 1999 su suggerimento del suo connazionale Joël Stransky.
A Leicester disputò solo due incontri, e alla fine della stagione tornò in Sudafrica per giocare negli Stormers.
Alla fine del 2001 tornò in Inghilterra e fu ingaggiato dagli Wasps: si impose all'attenzione di tutti nella stagione successiva, quando con la squadra londinese arrivò sia alla finale di Heineken Cup che della Premiership.
Quando si fecero prossime le convocazioni per le rose dei partecipanti alla Coppa del Mondo 2003, Abbott, che ancora non aveva disputato alcun incontro a livello di Nazionale maggiore, fu contattato dal CT degli Springbok Rudolf Straeuli, ma decise di optare per la Nazionale inglese.
L'esordio avvenne il 23 agosto 2003 nel test premondiale contro il Galles, vinto 43-9 a Cardiff anche con una sua meta.
Un'ulteriore convincente prova due settimane dopo contro la Francia convinse Woodward a inserire Abbott nella lista dei selezionati per la Coppa da disputarsi in Australia.
Nel torneo mondiale Abbott disputò solo tre incontri con una meta, nella larghissima vittoria della fase a gironi contro l'Uruguay.
L'Inghilterra vinse quell'edizione della Coppa del Mondo e all'inizio dell'anno seguente Abbott ricevette, insieme ai suoi compagni, l'onorificenza di Membro dell’Ordine dell'Impero Britannico.
A causa di un infortunio non poté prender parte al Sei Nazioni successivo, ma fu chiamato in Nazionale per il suo tour estivo.
Abbott lasciò nel 2006 gli Wasps per trasferirsi agli Harlequins, al termine di un quinquennio in cui aveva vinto tutte le competizioni di club cui aveva preso parte.
Nel suo nuovo club Abbott disputò solo 17 incontri a causa di una serie di infortuni che ne compromisero il rendimento e la continuità. Dopo l'ennesimo incidente, alla spalla, il 24 settembre 2007 il giocatore decise il ritiro dall'attività agonistica.

## Palmarès
- Coppe del mondo: 1
Inghilterra: 2003.
- Premiership: 5
Leicester: 1999-2000.
Wasps: 2002-03; 2003-04; 2004-05, 2007-08.
- Coppe Anglo-Gallesi: 1
Wasps: 2005-06.
- Heineken Cup: 1
Wasps: 2003-04
- Challenge Cup: 1
Wasps: 2002-03